# Fiesta de La Tirana
La Fiesta de La Tirana es una celebración de carácter religioso realizada anualmente en el pueblo de La Tirana, comuna de Pozo Almonte, en la región de Tarapacá, Chile. La celebración se realiza entre el 10 y 20 de julio de cada año, siendo la víspera del día 15 y la misa y procesión del 16 de julio las principales actividades en honor a la Virgen del Carmen. Esta fiesta religiosa fue reconocida por el Papa Francisco en su visita apostólica a Chile en enero de 2018 en donde también coronó a la bendita imagen de la Virgen en Iquique. La festividad es la mayor fiesta religiosa del Norte Grande de Chile y la más popular del país reuniéndose en este pueblo de alrededor de 800 habitantes entre 250 000 y 500 000 visitantes durante la semana de celebraciones.

## Origen

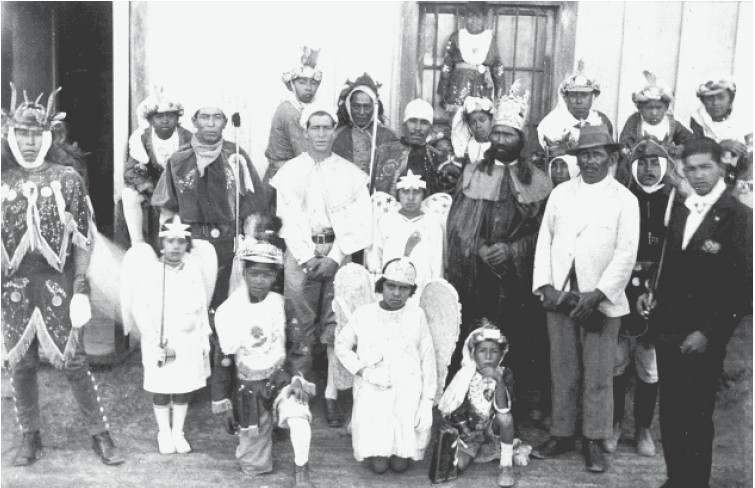
Cofradía boliviana en salitrera del cantón norte de Tarapacá en 1905.

La celebración de la Tirana es una festividad andina relacionada con la Pachamama vinculada a la Virgen de Copacabana, por los trabajadores y campesinos. Su origen como fiesta es minero, originado por los obreros aymaras que trabajaban en las minas de cobre y plata en Huantajaya, Santa Rosa y Collahuasi como obreros del salitre. En el siglo XIX, la fiesta fue redefinida con la identidad pampina creada en las oficinas salitreras y se celebraba el 16 de julio en la pampa y el 28 de julio en Iquique. A fines del siglo XIX, luego de la guerra del Pacífico, la fiesta se celebraba en diversas fechas: 16 de julio para los chilenos, 21 de julio para los peruanos y 6 de agosto para los bolivianos.

Las diversas cuadrillas de danzantes que se dirigieron a solemnizar las fiestas del Carmen de La Tirana, regresaron del Pozo Almonte, en un convoy de 19 carros. Los recién llegados dicen que la concurrencia que asistió a la fiesta lo pasó agradablemente, pues, aparte de las ceremonias religiosas que ofició el ilustrísimo señor Obispo, los devotos y los profanos han pasado verdaderos días de campo gozando a sus anchas [...] Los preparativos para las próximas festividades del 28 de julio, siguen la pampa en su punto. En la oficina Rosario de Huara se prepara un gran baile para el que ya se han repartido más de 100 invitaciones. Iguales manifestaciones se preparan también en otras oficinas de los alrededores de Huara. Parece, pues, que el próximo 28 de julio será celebrado ruidosamente por peruanos y chilenos, en amable consorcio, que indudablemente contribuirá a borrar las asperezas del pasado, honrando esta fecha común a todo Latinoamérica.
Pepe Hillo. Diario El Nacional, viernes 24 de julio de 1903

Hacia 1910, como parte de la chilenización de Tarapacá, se incluyó esta nueva festividad en el calendario chileno en un único día, el 16 de julio, evocando a la Virgen del Carmen, patrona del Ejército de Chile. Las cofradías peruanas y bolivianas fueron expulsadas de la celebración desde 1911, concediéndose al baile El Chino, el más antiguo de los bailes chilenos de La Tirana, fundado en 1908, el derecho de sacar a la Virgen durante la procesión. Como fiesta, estuvo separada de las autoridades de la iglesia hasta 1917; fue el entonces obispo José María Caro quien acercó los bailes al rito católico. La festividad avanzó en el siglo XX y se fundió en una simbiosis de elementos entre los bailes bolivianos paganos traídos del Carnaval de Oruro, las culturas precolombinas, la identidad pampina chilena y herencias peruana y el fuerte catolicismo en torno a la Virgen del Carmen y las creencias religiosas andinas politeístas.
La construcción de la iglesia de la Virgen del Carmen en la plaza Arica de Iquique en 1933 —iniciativa de los hermanos Clarisa, Alejandro y Luis Gamboni, socios fundadores del baile Chunchos del Carmelo— trasladó las celebraciones del desierto a la costa, dando origen a la Fiesta de "La Tirana Chica", que se realiza inmediatamente después de la Fiesta de La Tirana.

## Bailes
Algunos de los más importantes son:

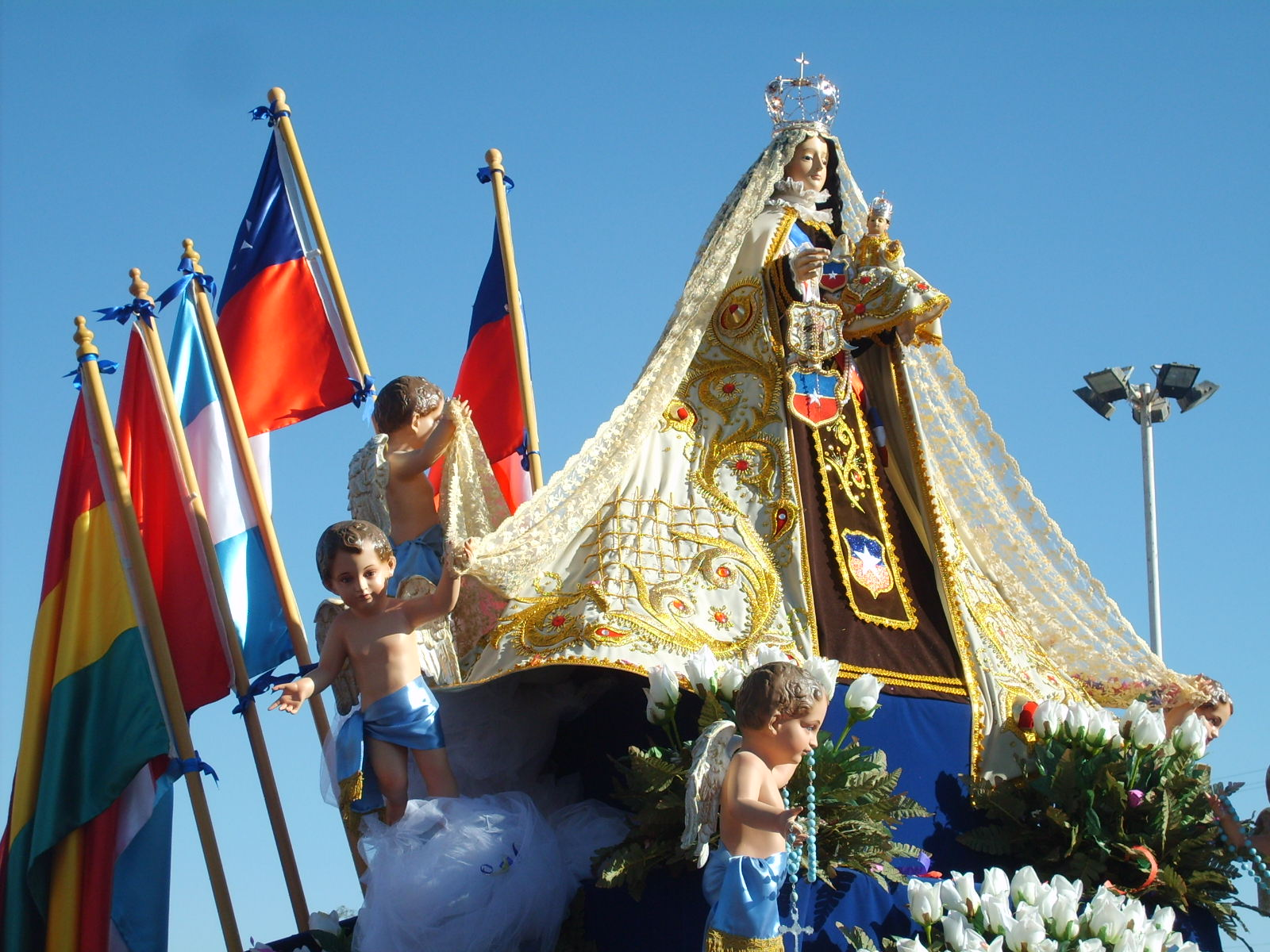
Imagen de la Virgen en procesión.

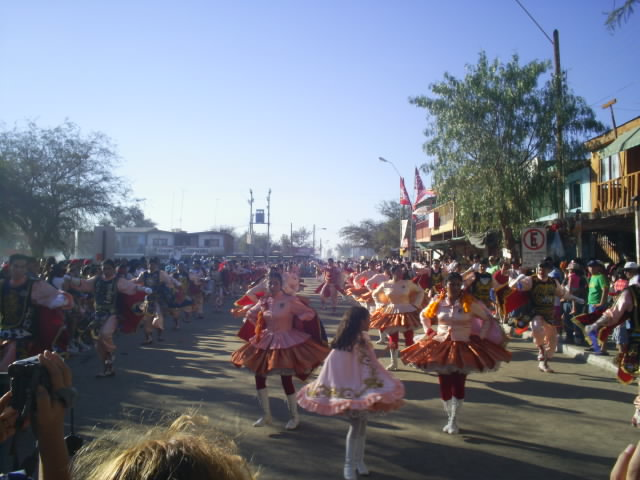
Bailarines en la Fiesta de La Tirana.

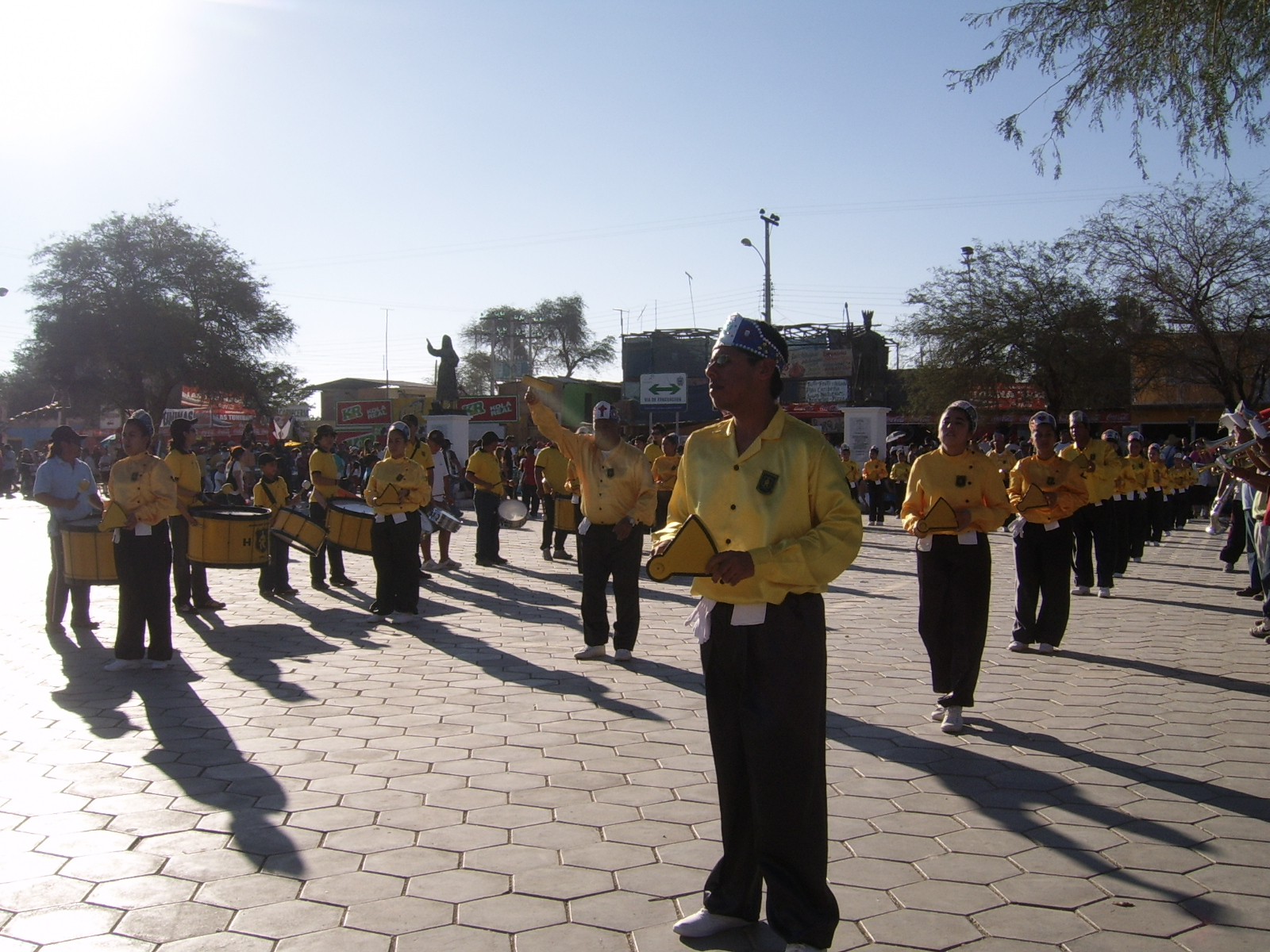
«Morenos Humberto Gutiérrez Arica».

- Chinos: Traídos desde el santuario de Andacollo, son de origen posthispánico. Posee una danza de expansión, caracterizada por sus brincos y sus ejercicios de equilibrio. Los chinos visten trajes que son remembranzas de los antiguos mineros de la región, de color café carmelo especialmente bordados, con sus culeros en la cintura y capachos (trozos de cuero para cargar mineral) en la espalda. La música se basa en instrumentos aerófonos monocorde y un tamboril. Aunque tradicionalmente es un baile masculino, en la actualidad existen algunas mujeres incorporadas, hoy en día la sociedad religiosa «Baile Chino» es la más antigua en la festividad.
- Chunchos: Baile mixto de origen boliviano; los bailarines describen círculos, con pasos y saltos largos, y llevan una lanza de madera en la mano, denominada "chonta", conectada a un cable tenso que permite percutir con la madera generando un sonido suave característico. Es acompañado con pitos, tambores (bombos) y caja y en los últimos años han sido agregados instrumentos de percusión y bronces. Los vestidos, aunque son de colores uniformes, están ornamentados con plumas coloridas y en algunos casos se porta un penacho en la cabeza.
- Cuyacas: Baile exclusivamente femenino, de raíces prehispánicas con inspiración en los bailes de pastores y las acllas o sacerdotisas del sol incaicas. Es una danza de paso, que usa una guaraca o cordel que se gira en el cielo, pero que también se entrelaza entre sus bailarinas para hacer figuras inspiradas en los astros.
- Morenos: Esta danza muy característica de las fiestas religiosas del Norte de Chile representa a los esclavos de los pueblos originarios del Norte de Chile (propiamente mineros) los cuales eran forzados a trabajar para los colonos. Usan una matraca simulando el sonar de las cadenas de estos ya sea en pos de celebración o recogimiento.
- Diabladas: Destacan por el decorado de sus trajes y sus atractivos pasos de baile. Se inspiran en la diablada, danza boliviana que también se baila en la famosa Fiesta de la Virgen del Socavón en Oruro, Bolivia. La diablada llega a la fiesta el segundo tercio del siglo XX. Se basa principalmente en la Adoración hacia su «Dios» se visten a semejanza al dios que aman. De noche las máscaras de los hombres se iluminan con luces, lo que llena de colores la noche pampina.
- Gitanos: Como lo dice su nombre, el baile evoca las tradiciones de los grupos gitanos, con vestimentas coloridas y donde destacan el uso de pañuelos (en el caso de los hombres, es utilizado extendido detrás de los hombros). Las mujeres acompañan la música con la utilización de panderetas.
- Indios: Bailes originados bajo influencia del cine estadounidense. Los bailes imitan las representaciones de indígenas norteamericanos (como apaches y sioux). La vestimenta se remite a largos tocados de plumas y cintillos y el uso de lanzas para marcar el compás de la música. En la noche se realizan grandes fogatas en torno a las cuales se danza.
- Kayahuallas: También de origen prehispánico andino, se semeja al trote. Los bailarines realizan pasos con rodilla alzada y punta de pie en danzas miméticas y corales. El hombre utiliza un pantalón de un solo color adornado con brillos y una pechera con una equis decorada en ésta. Además, portan un paraguas decorado. Las mujeres, en tanto, usan faldón y polleras más un sombrero de fieltro y camisas decoradas. La danza es originaria de Bolivia y Perú, fue la primera cofradía que inspiró su rito en una danza folclórica boliviana alrededor de 1973, siendo la primera cofradía proveniente de la ciudad de Arica.
- Antawaras: Son danzas realizadas en punta de pie y con brazos levantados, originados en las ceremonias incaicas de culto al Sol, lo que explica el carácter invocativo de los brazos hacia el cielo. El hombre baila con ropa uniforme decorada, un sombrero de fieltro generalmente de color crema y un poncho delgado decorado con lentejuelas y lana de colores. Las mujeres utilizan polleras, blusa decorada, sombrero de fieltro y zapatos bajos.

## La Fiesta

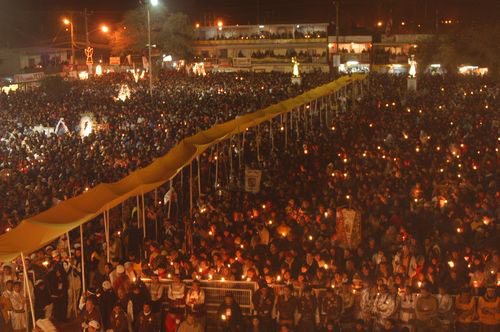
Misa solemne de vísperas en la Plaza de La Tirana.

A la celebración asisten fieles provenientes de diversas partes de Chile, Perú y Bolivia. Al arribar al pueblo, los peregrinos cantan con alegría, diversas canciones, como la siguiente entonada por fieles del norte de Chile:

Campos naturales, déjenos pasar,
porque tus (nombre de la cofradía) vienen a adorar.
Ábranse las calles, dénnos el camino,
porque ya llegamos a nuestro destino.

Al llegar al pueblo, las hermandades religiosas danzantes inician sus homenajes, de a una a través de un saludo en el mismo lugar conocido como  «La Cruz del Calvario».  Así, el protocolo religioso de la fiesta continúa en procesión por las calles del pueblo hasta llegar al templo, con los tradicionales cantos y danzas, saludos y procesiones. En el templo lo primero es el saludo al altar mayor de la Virgen. En forma individual o en grupos pequeños, los peregrinos realizan diversos sacrificios para cumplir con sus mandas o peticiones, siendo la más popular la de caminar los 10 kilómetros desde el cruce hasta llegar al Santuario, en donde son ayudados por diversos grupos de jóvenes en el camino que habitualmente se llama «Camino del Peregrino».
La fiesta habitualmente se celebra desde el 10 de julio, durante todos esos días los bailes danzan de día y de noche sin parar, se celebran distintas celebraciones y ritos en el santuario hasta qué llega el día 15 de julio, el día que todos los fieles esperan porque se celebra «La Víspera». Misa que se celebra en la plaza de la tirana y que convoca a más de 200.000 fieles que vienen a venerar a la Virgen del Carmen. Cuando el reloj marca las 00:00 del día 16 de julio, estallan fuegos artificiales y la fiesta alcanza su punto máximo en música, danza y cantos para celebrar el cumpleaños de la chinita. Terminada la celebración de la espera del 16 de julio los bailes en el santuario saludan a la Virgen cantando El alba. Luego del saludo del alba los bailen se amanecen bailando y danzando en las calles del pueblo, para así en la mañana del 16 de julio en la plaza de la Tirana celebrar la bajada de la Virgen desde su camarín con miles de cintas del color de la bandera de Chile que cubren la plaza y posterior a eso celebrar la misa del día de la fiesta con distintas autoridades políticas como eclesiásticas para luego celebrar la procesión con la imagen de la Virgen del Carmen por las principales calles del pueblo, donde miles de bailarines y fieles le cantan y expresan su fe a la Virgen del Carmen por más de 8 horas. Terminada la procesión los bailes religiosos se despiden hasta el próximo año, despedidas que se extienden hasta el 19 de julio donde se celebra la misa de clausura con el santísimo Sacramento en el templo.

## «La leyenda de la tirana»
La leyenda según algunas personas recogida y popularizada por el historiador ariqueño Rómulo Cúneo Vidal, Diego de Almagro en su recorrido hacia el descubrimiento de Chile desde el Cuzco llevaba en su tropa a un príncipe de la cultura inca cautivo llamado Huillac Huma y  que era el último sacerdote que quedaba que rendía culto al Inti; junto a él, iba su hermosa hija, la princesa Ñusta Huillac.
Cuando la tropa  estaba  en un lugar cercano  del actual pueblo de Pica, muchos de los yanaconas incas huyeron hacia la pampa del Tamarugal, entre ellos, Ñusta Huillac y su padre. Refugiados en los bosques de tamarugos, Ñusta Huillac organizó una rebelión para restablecer el poder de su nación,  tanto miedo que le llegaron a tener, que la nombraron «La Tirana del Tamarugal».
Un día llegó un joven expedicionario portugués llamado Vasco de Almeyda  que se había perdido en su camino hacia la  «Mina del Sol». El inevitable enamoramiento entre la joven y bella reina y el portugués fue inmediato. Cuando su relación fue descubierta,  fueron los dos condenados a muerte. Los Soldados que trabajaban para Ñusta Huillac; Al saber de su relación los atacaron con una «Lluvia de Flechas». Almeyda,  con el propósito de que su amor dure para siempre, convence a Ñusta Huillac para que se bautice y así tras la muerte,  estarían juntos para siempre en el más allá. Ambos son descubiertos en la ceremonia y, asesinados por los nativos.
En 1540, estaba en el pueblo de «La Tirana» el fraile Antonio Rendón, hallando una cruz, y para homenajear a la pareja construye una capilla bajo el nombre de «Nuestra Señora del Carmen de La Tirana».

## Canción «Reina del Tamarugal»
La canción «Reina del Tamarugal» se hizo conocida a raíz de la competencia folclórica del Festival de Viña del Mar de 1985. Fue compuesta por Manuel Veas y Luis Miranda e interpretada por el grupo Calichal, como un homenaje a la Virgen del Carmen, Reina del Tamarugal y Reina de la Tirana. La letra de la canción describe la festividad anual que tiene lugar cada 16 de julio en La Tirana, región de Tarapacá, donde se celebra con una fiesta completa.